# 박물관 - 베우제츠 기념관
박물관 - 베우제츠 기념관(폴란드어: Muzeum – Miejsce Pamięci w Bełżcu)은 폴란드 루블린주 베우제츠에 있는 나치 독일의 베우제츠 강제 수용소 부지에 있는 박물관이다.
수용소 부지는 거의 20년 동안 기념되지 않고 안전하지 않은 채로 남아 있었다. 첫 번째 기념물은 1963년에야 이곳에서 공개되었다. 수용소의 희생자들이 유대인임을 나타내는 정보가 별로 없었고 곧 파손되기 시작했다. 1990년대 후반 폴란드 정부가 워싱턴에 있는 미국 홀로코스트 기념관과 체결한 협정에 따라 새로운 기념 작업이 시작되었다. 2004년 1월 1일 박물관이 설립되었으며 이는 마이다네크 국립박물관의 분관이다.